# F1 Academy 2025
La F1 Academy 2025 è la terza stagione della F1 Academy, un campionato femminile di corse monoposto. La serie segue i regolamenti della FIA Formula 4. È iniziata il 22 marzo con un weekend di due gare al Shanghai International Circuit, ed terminerà il 22 novembre al Circuito di Yas Marina, dopo 7 prove.

## Calendario
| Gara | Gara | Circuito                      | Giri | Lunghezza | Data           | Ora | CTE | Supporto                          |
| ---- | ---- | ----------------------------- | ---- | --------- | -------------- | --- | --- | --------------------------------- |
| 1    | G1   | Circuito di Shanghai          | 13   | 70,863 km | 21-23 Marzo    |     |     | Gran Premio di Cina 2025          |
| 1    | G2   | Circuito di Shanghai          | 13   | 70,863 km | 21-23 Marzo    |     |     | Gran Premio di Cina 2025          |
| 2    | G1   | Jeddah Corniche Circuit       | 13   | 80,262 km | 18-20 Aprile   |     |     | Gran Premio d'Arabia Saudita 2025 |
| 2    | G2   | Jeddah Corniche Circuit       | 13   | 80,262 km | 18-20 Aprile   |     |     | Gran Premio d'Arabia Saudita 2025 |
| 3    | G1   | Miami International Autodrome | 13   | 70,356 km | 02-04 Maggio   |     |     | Gran Premio di Miami 2025         |
| 4    | G1   | Circuito di Montréal          |      |           | 13-15 Giugno   |     |     | Gran Premio del Canada 2025       |
| 4    | G2   | Circuito di Montréal          |      |           | 13-15 Giugno   |     |     | Gran Premio del Canada 2025       |
| 5    | G1   | Circuito di Zandvoort         |      |           | 29-31 Agosto   |     |     | Gran Premio d'Olanda 2025         |
| 5    | G2   | Circuito di Zandvoort         |      |           | 29-31 Agosto   |     |     | Gran Premio d'Olanda 2025         |
| 6    | G1   | Singapore Street Circuit      |      |           | 03-05 Ottobre  |     |     | Gran Premio di Singapore 2025     |
| 6    | G2   | Singapore Street Circuit      |      |           | 03-05 Ottobre  |     |     | Gran Premio di Singapore 2025     |
| 7    | G1   | Las Vegas Strip Circuit       |      |           | 20-22 Novembre |     |     | Gran Premio di Las Vegas 2025     |
| 7    | G2   | Las Vegas Strip Circuit       |      |           | 20-22 Novembre |     |     | Gran Premio di Las Vegas 2025     |

## Piloti e squadre

### Tabella Riassuntiva
| Team             | Nº | Pilota             | Scuderia di supporto | Gare |
| ---------------- | -- | ------------------ | -------------------- | ---- |
| Prema Racing     | 3  | Nina Gademan       | Alpine               | 1    |
| Prema Racing     | 28 | Doriane Pin        | Mercedes             | 1    |
| Prema Racing     | 78 | Tina Hausmann      | Aston Martin         | 1    |
| Rodin Motorsport | 5  | Emma Felbermayr    | Sauber               | 1    |
| Rodin Motorsport | 20 | Ella Lloyd         | McLaren              | 1    |
| Rodin Motorsport | 27 | Chloe Chong        |                      | 1    |
| Campos Racing    | 14 | Chloe Chambers     | -                    | 1    |
| Campos Racing    | 18 | Rafaela Ferreira   | RB                   | 1    |
| Campos Racing    | 21 | Alisha Palmowski   | Red Bull             | 1    |
| MP Motorsport    | 12 | Alba Hurup Larsen  |                      | 1    |
| MP Motorsport    | 25 | Joanne Ciconte     |                      | 1    |
| MP Motorsport    | 64 | Maya Weug          | Ferrari              | 1    |
| ART Grand Prix   | 7  | Courtney Crone     | Haas                 | 1    |
| ART Grand Prix   | 22 | Aurelia Nobels     | -                    | 1    |
| ART Grand Prix   | 57 | Lia Block          | Williams             | 1    |
| Hitech TGR       | 2  | Nicole Havrda      |                      | 1    |
| Hitech TGR       | 11 | Aiva Anagnostiadis |                      | 1    |

#### Wildcard
| Team       | Nº | Pilota          | Gare |
| ---------- | -- | --------------- | ---- |
| Hitech TGR | 4  | Farah Al Yousef | 2    |
| Hitech TGR | 24 | Shi Wei         | 1    |

## Risultati
| Gara | Gara | Circuito  | Pole position  | Giro veloce    | Pilota vincitore | Team vincitore   | Note   |
| ---- | ---- | --------- | -------------- | -------------- | ---------------- | ---------------- | ------ |
| 1    | R1   | Shanghai  |                | Chloe Chambers | Alisha Palmowski | Campos Racing    | [ 14 ] |
| 1    | R2   | Shanghai  | Maya Weug      | Doriane Pin    | Doriane Pin      | Prema Racing     | [ 15 ] |
| 2    | G1   | Jeddah    |                | Doriane Pin    | Ella Lloyd       | Rodin Motorsport |        |
| 2    | G2   | Jeddah    | Chloe Chambers | Chloe Chambers | Maya Weug        | MP Motorsport    |        |
| 3    | G1   | Miami     | Chloe Chambers | Doriane Pin    | Doriane Pin      | Prema Racing     |        |
| 4    | G1   | Montréal  |                |                |                  |                  |        |
| 4    | G2   | Montréal  |                |                |                  |                  |        |
| 5    | G1   | Zandvoort |                |                |                  |                  |        |
| 5    | G2   | Zandvoort |                |                |                  |                  |        |
| 6    | G1   | Singapore |                |                |                  |                  |        |
| 6    | G2   | Singapore |                |                |                  |                  |        |
| 7    | G1   | Las Vegas |                |                |                  |                  |        |
| 7    | G2   | Las Vegas |                |                |                  |                  |        |

## Regolamento
Le vetture che saranno utilizzate nella stagione 2025 avranno tutte come il telaio Tatuus F4-T-421, lo stesso utilizzato negli altri campionati di Formula 4 in giro per il mondo. I motori sono i turbocompressi forniti dal Abarth e gestiti da Autotecnica, in grado di erogare 165 cavalli, mentre gli pneumatici sono forniti dalla Pirelli.

### Sistema di punteggio
Per la stagione 2025 cambia il sistema di punteggio, per gara 1 viene rintrodotta la grigli invertita con i punti assegnati dal primo al ottavo più un punto per il giro veloce. Per la gara due, la griglia viene stabilità dalle qualifiche, con anche due punti a chi ottiene la Pole Position. Per la gara si utilizza il punteggio classico.
| Gara 1 | Posizione | 1ª | 2ª | 3ª | 4ª | 5ª | 6ª | 7ª | 8ª |    |     |      | Giro veloce |
| Gara 1 | Punti     | 10 | 8  | 6  | 5  | 4  | 3  | 2  | 1  |    |     |      | 1           |
| Gara 2 | Posizione | 1ª | 2ª | 3ª | 4ª | 5ª | 6ª | 7ª | 8ª | 9ª | 10ª | Pole | Giro veloce |
| Gara 2 | Punti     | 25 | 18 | 15 | 12 | 10 | 8  | 6  | 4  | 2  | 1   | 2    | 1           |

## Classifiche

### Classifica Piloti
| Pos. | Pilota                  | SHA             | SHA                 | JED          | JED         | MIA                                             | MIA | MON | MON | ZAN | ZAN | SIN | SIN | YAS | YAS | Punti |
| --- | ----------------------- | --------------- | ------------------- | ------------ | ----------- | ----------------------------------------------- | --- | --- | --- | --- | --- | --- | --- | --- | --- | ----- |
| 1 | Doriane Pin             | 4               | 1                   | 4            | 3           | 1                                               | -   |     |     |     |     |     |     |     |     | 31    |
| 2 | Maya Weug               | 3               | 2                   | 2            | 1           | 4                                               | C   |     |     |     |     |     |     |     |     | 26    |
| 3 | Chloe Chambers          | 2               | 3                   | 7            | 2           | 3                                               | -   |     |     |     |     |     |     |     |     | 24    |
| 4 | Alisha Palmowski        | 1               | 6                   | 3            | 4           |                                                 | -   |     |     |     |     |     |     |     |     | 18    |
| 5 | Alba Hurup Larsen       | 7               | 4                   | 5            |             |                                                 | -   |     |     |     |     |     |     |     |     | 14    |
| 6 | Emma Felbermayr         | 11              | 5                   |              |             |                                                 | -   |     |     |     |     |     |     |     |     | 10    |
| 7 | Ella Lloyd              | 6               | 7                   |              |             |                                                 | -   |     |     |     |     |     |     |     |     | 9     |
| 8 | Rafaela Ferreira        | 5               | 8                   |              |             |                                                 | -   |     |     |     |     |     |     |     |     | 8     |
| 9 | Lia Block               | 9               | 9                   |              |             |                                                 | -   |     |     |     |     |     |     |     |     | 2     |
| 10 | Aiva Anagnostiadis      | 8               | 13                  |              |             |                                                 | -   |     |     |     |     |     |     |     |     | 1     |
| 11 | Nina Gademan            | 15†             | 10                  |              |             |                                                 | -   |     |     |     |     |     |     |     |     | 1     |
| 12 | Chloe Chong             | 10              | 11                  | Rit          |             |                                                 | -   |     |     |     |     |     |     |     |     | 0     |
| 13 | Courtney Crone          | 12              | 12                  | Rit          |             |                                                 | -   |     |     |     |     |     |     |     |     | 0     |
| 14 | Tina Hausmann           | 13              | 15                  |              |             |                                                 | -   |     |     |     |     |     |     |     |     | 0     |
| 15 | Joanne Ciconte          | 14              | Rit                 |              |             |                                                 | -   |     |     |     |     |     |     |     |     | 0     |
| 15 | Shi Wei                 | Rit             | 14                  |              |             |                                                 | -   |     |     |     |     |     |     |     |     | 0     |
| — | Nicole Havrda           | Rit             | Rit                 |              |             |                                                 | -   |     |     |     |     |     |     |     |     | 0     |
| — | Aurelia Nobels          | Rit             | Rit                 |              |             |                                                 | -   |     |     |     |     |     |     |     |     | 0     |
| — | Farah Al Yousef         |                 |                     |              |             |                                                 | -   |     |     |     |     |     |     |     |     | 0     |
| Pos. | Pilota                  | SHA             | SHA                 | JED          | JED         | MIA                                             | MIA | MON | MON | ZAN | ZAN | SIN | SIN | YAS | YAS | Punti |
| \| Legenda \| 1º posto \| 2º posto \| 3º posto \| A punti \| Senza punti \| Grassetto=Pole position Corsivo=Giro più veloce \| \| Legenda \| Solo prove/Terzo pilota \| Non qualificato \| Ritirato/Non class. \| Squalificato \| Non partito \| Grassetto=Pole position Corsivo=Giro più veloce \| |                         |                 |                     |              |             |                                                 |     |     |     |     |     |     |     |     |     |       |
| Legenda | 1º posto                | 2º posto        | 3º posto            | A punti      | Senza punti | Grassetto=Pole position Corsivo=Giro più veloce |     |     |     |     |     |     |     |     |     |       |
| Legenda | Solo prove/Terzo pilota | Non qualificato | Ritirato/Non class. | Squalificato | Non partito | Grassetto=Pole position Corsivo=Giro più veloce |     |     |     |     |     |     |     |     |     |       |

† – Indica i piloti ritirati ma ugualmente classificati avendo coperto, come previsto dal regolamento, almeno il 90% della distanza di gara.

### Classifica Team
| Pos. | Team             | Punti |
| ---- | ---------------- | ----- |
| 1    | Campos Racing    | 50    |
| 2    | MP Motorsport    | 40    |
| 3    | Prema Racing     | 32    |
| 4    | Rodin Motorsport | 19    |
| 5    | ART Grand Prix   | 2     |
| 6    | Hitech TGR       | 1     |